# Ridderkerk
Ridderkerk é um município dos Países Baixos, situado na província da Holanda do Sul. Tem 25,26 km² de área e sua população em 2020 foi estimada em 46.576 habitantes.